# Boat Browser
Boat Browser war ein Webbrowser für Smartphones und Tablets auf dem Betriebssystem Android. Entwickelt wurde er von der Firma Boatmob, Inc. Neben dem eigentlichen Browser Boat Browser gab es noch die Version Boat Browser Mini für ältere Mobilgeräte. Besondere Bestandteile des Browsers waren die Gestensteuerung, Add-ons, der Flash Player und Designs. Ab 2014 wurde der Browser nicht weiterentwickelt, seit Mitte 2018 wird der Browser nicht mehr in Google Play angeboten.

## Besonderheiten
Der Boat Browser verwendete die systemeigene Rendering Engine und war mit seiner Menüleiste (unten) und fixierbarer Tabs- und Adresszeile stark an Desktopbrowsern orientiert. Hervorzuheben war die allgemein hohe Konfigurierbarkeit, z. B. waren die Einträge der Menüleiste und der hereinwischbaren Seitenleiste sowie der Ordner zum Speichern von Downloads frei wählbar. Außerdem gab es nachrüstbar eine Möglichkeit, ähnlich wie z. B. in Microsoft Windows mehrere Tabs als Fenster gleichzeitig anzuzeigen und zu verschieben.

## Versionen
In der Android-Version 2.1 wurde der Boat Browser in der Version 7.7 (Releasedatum 9. Juni 2014) unterstützt, inklusive Add-ons, Flash Player und Designs.

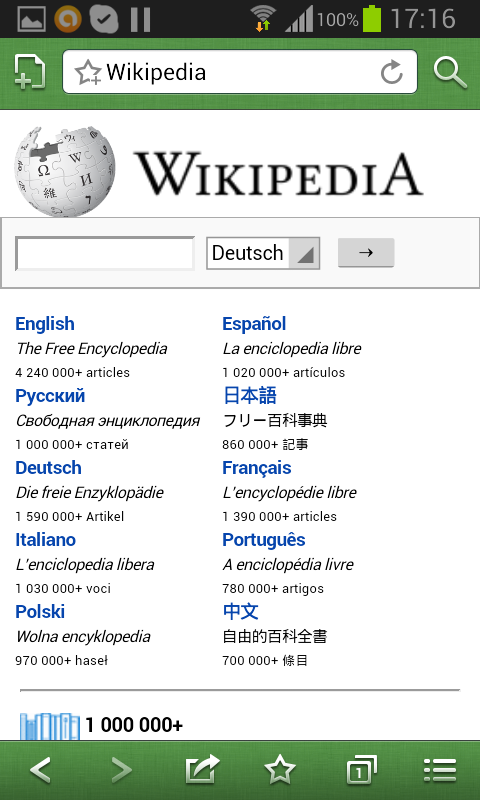
Boat Browser Mini

Für die Betriebssystemversionen Android 2.1 oder höher gab es auch den Boat Browser Mini in der Version 5.5.1 (Releasedatum 5. August 2013).

## Add-ons
Hier befindet sich eine Liste der Add-ons mit der der Boat Browser erweitert werden konnte:
| Name des Add-ons               | Funktion des Add-ons |
| ------------------------------ | --- |
| Web Clipper (für Evernote)     | Der Web Clipper (für Evernote) ist ein Add-On, um auf einem Mobilgerät alle Inhalte einer Webseite in Evernote zu speichern. Genauso, wie das Speichern von Webseiten im Desktop-Browser erlaubt es der Web Clipper (für Evernote), Webseiteninhalte in dem Evernote-Notizbuch zu speichern. |
| Boat Web2PDF Add-on            | Mit dem Boat Web2PDF Add-On können Webseiten im PDF-Format auf den internen Speicher des Mobilgerätes gespeichert werden. |
| Boat Tab History Add-on        | Mit dem Boat Tab History Add-on ist es möglich, den Webseitenverlauf der einzelnen Tabs zu speichern, um später die Webseiten erneut aufzurufen. |
| Boat Password Manager Add-on   | Mit dem Boat Password Manager Add-on ist es möglich, verschiedene Passwörter von Accounts zu speichern, um sich auf der Loginseite ohne Eintippen des Passworts anzumelden. |
| Boat Show IP Add-on            | Das Boat Show IP Add-on kann die IP-Adresse sowie den Standort des Servers herausfinden. Danach können diese Informationen in den Arbeitsspeicher kopiert oder im Internet geteilt werden.                                                                                                   |
| Boat URL Shortener Add-on      | Mit dem Boat URL Shortener Add-on kann eine längere URL mit goo.gl, dem Google URL-Kürzer, gekürzt werden. Die verkürzte URL kann geteilt und in den RAM kopiert werden. |
| Boat FB Add-on (Notification)  | Das Boat FB Add-on (Notification) ist ein Add-on, mit dem Facebook-Benachrichtigungen direkt im Browser abgerufen werden können. Benachrichtigungen werden außerdem auch mit einem Symbol gekennzeichnet.                                                                                    |
| Boat Cloud Print Add-on        | Boat Cloud Print Add-on ist ein Add-on für Boat Browser, das verwendet werden kann, um eine Webseite im Boat Browser mit modernen Druckern zu drucken, indem der Google Cloud Print Service verwendet wird.                                                                                  |
| Boat Tweet Notification Add-on | Mit dem Boat Tweet Notification Add-on, kann genauso wie mit dem Boat FB Add-on (Notification), Benachrichtigungen abgerufen werden, nur hier mit Twitter. |

## Verbreitung
Der Boat Browser wurde bis 2018 im Google Play Store über 5 Millionen Mal heruntergeladen und 95.000 mal rezensiert. Er zählte zeitweise zu den meistverbreiteten Browsern, nach Google Chrome, Dolphin Browser und dem UC Browser.